# Esa-Pekka Salonen
Esa-Pekka Salonen (Helsinki, 30 de junio de 1958) es un destacado director de orquesta y compositor finlandés. Entre 1992 y 2009 fue el director principal y director musical de la Filarmónica de Los Ángeles, orquesta con la que hizo su debut estadounidense en 1984. Posteriormente el director principal y consejero artístico de la Orquesta Philharmonia de Londres desde la temporada 2008/2009, habiendo sido el principal director invitado de dicha formación entre 1985 y 1994. En 2020 fue nombrado director titular de la Orquesta Sinfónica de San Francisco (cargo que sostiene en la actualidad)

## Carrera musical

### Formación
Salonen estudió trompa, dirección y composición musical en la Academia Sibelius de Helsinki. Un compañero de clase suyo fue el compositor Magnus Lindberg y juntos formaron un grupo de apreciación de la música nueva llamada Korvat auki y el conjunto experimental Toimii ("Abrir los oídos" y "Funciona" en finés). Graduado con diecinueve años de edad, Salonen prosiguió su formación musical estudiando dirección de orquesta bajo la tutela de Jorma Panula, Jukka-Pekka Saraste y Osmo Vänskä para luego viajar hasta Italia y asistir a los cursos de dirección impartidos por Franco Donatoni en Siena y Niccolò Castiglioni en Milán. Después, Salonen estudió con el compositor Einojuhani Rautavaara.

### Como director
Su primera experiencia en el campo de la dirección orquestal llegó en 1979 con la Orquesta Sinfónica de la Radio Finlandesa, si bien el aún se consideraba a sí mismo más un compositor. En 1983, sin embargo, se hizo cargo de la interpretación de la Sinfonía n.º 3 de Mahler con la Orquesta Philarmonia en Londres con poca antelación, cuando fue requerido de urgencia para sustituir a un indispuesto Michael Tilson Thomas y este hecho lanzó su carrera como director. Posteriormente se convirtió en el director invitado principal de la Philharmonia entre 1985 y 1994.
Director principal de la Orquesta Sinfónica de la Radio Sueca desde 1985. A este cargo se sumaron su compromiso para dirigir como invitado a la Orquesta de la Ópera Nacional Finlandesa y a la Orquesta Filarmónica de Oslo. 
En 1989, Salonen fue invitado a dirigir la Orquesta Filarmónica de Los Ángeles durante una gira de conciertos por Japón. El éxito de este tour fue tal que a su regreso se le ofreció la posibilidad de ser el principal director invitado de la formación californiana. Sin embargo, los problemas surgidos entre el entonces director titular de la orquesta, André Previn, con la gerencia de la misma — provocados en buena medida por la designación de Salonen como director encargado de realizar la gira nipona — precipitaron que Previn renunciara a la titularidad de la misma ese mismo año, con lo que el camino se quedó despejado para el joven Salonen. Antes de acabar 1989, Salonen fue anunciado como nuevo director titular de la agrupación californiana en un cargo que se haría del todo efectivo a partir de 1992. Durante los diecisiete años en que se mantuvo al frente de esta orquesta, Salonen realizó múltiples giras por todo el planeta e hizo su aparición con la misma en los principales eventos musicales internacionales. Gracias a una novedosa programación, la orquesta californiana se convirtió en una de las formaciones más progresistas y modernas de los EE. UU., aparte de destacarse por su incomparable nivel técnico y artístico. En el año 2009, Salonen cedió su puesto de titular a otro joven colega, el venezolano Gustavo Dudamel, e inmediatamente fue nombrado director laureado de la orquesta.
El año 2008, Salonen había comenzado su nuevo compromiso como director titular de la Philharmonia Orchestra de Londres, cargo que mantiene en la actualidad y que ha sido recientemente prorrogado hasta 2017. En 2009, Salonen debutó como director operístico en el Metropolitan de Nueva York y rechazó la oferta de dirigir el ciclo completo de El Anillo de Wagner en Bayreuth. 
Salonen es reconocido por su dedicación a interpretar y grabar música contemporánea. Su grabación estreno mundial de la Sinfonía nº 3 de Witold Lutosławski ganó el Gramophone Award de 1985 por Mejor Grabación Contemporánea. Espíritu inquieto y dotado de una interesante personalidad intelectual, Esa-Pekka Salonen es uno de los mejores directores de orquesta actuales y una de las figuras con más rápida progresión artística surgida en las dos últimas décadas. Director de estilo y gesto preciosista, Salonen parece centrar su eje interpretativo sobre la base de una precisión que en ocasiones puede resultar un tanto fría para los oídos acostumbrados a unas lecturas más vivificantes. No obstante, sus maneras sobre el podio son del todo convincentes tanto en concepto como en mando. Su extenso repertorio abarca la práctica totalidad de estilos desde el Clasicismo hasta la música del siglo XX, aunque existen una serie de compositores muy ligados a su personalidad interpretativa, como Bartok, Hindemith, Messiaen y, especialmente, Stravinski. Por otro lado, la música contemporánea ocupa el lugar más destacado de su programación y Salonen se muestra como uno de los directores más comprometidos del panorama internacional en relación con la obra de su tiempo. Salonen es un director obsesionado con la democratización musical y una de sus constantes a lo largo de su trayectoria ha sido la de acercar la música a todo tipo de estratos sociales.

### Como compositor
Entre las composiciones de Salonen están ...auf den ersten blick und ohne zu wissen... (1980, un concierto para saxofón con título tomado de El proceso de Franz Kafka), Floof para soprano y conjunto (1982, sobre textos de Stanisław Lem) y la obra orquestal L.A. Variations (1996). A fin de dedicar más tiempo a la composición, Salonen se tomó un año sabático de la dirección en 2000, tiempo durante el cual escribió una obra para trompa solista (Concert Étude, obra para el concurso de Lieksa Brass Week), Dichotomie para piano, Mania para la chelista Anssi Karttunen y sinfonietta, y Gambit, una pieza orquestal que fue un presente de cumpleaños para su colega y amigo Magnus Lindberg. En 2022 estreno su concierto para órgano, que el mismo dirigió con la Orquesta Filarmónica de Berlín.
En 2001, Salonen compuso Foreign Bodies, su obra más grande en términos de orquestación, que incluye música del movimiento inicial de Dichotomie. Otra obra orquestal, Insomnia, siguió en 2002, y otra, Wing On Wing, en 2004. Wing On Wing incluye partes para dos sopranos y ejemplos distorsionados de la voz del arquitecto Frank Gehry y también la de un pez.
Como se aparenta en las interpretaciones de obras vanguardistas tales como el Concierto Motocicleta de Jan Sandström, Esa-Pekka Salonen representa un alejamiento de las aproximaciones ideológicas y dogmáticas a la composición y ve la creación musical como profundamente psíquica. En las notas del libro del CD de Deutsche Grammophon Wing On Wing, se lo cita diciendo: «La expresión musical es expresión corporal, no hay expresión cerebral abstracta en mi opinión. Todo sale del cuerpo.» Un tema recurrente en su música es la fusión o relación de lo mecánico y lo orgánico.

### Hitos en su carrera
- 1981 - Termina su primera obra a gran escala, ...auf den ersten Blick und ohne zu wissen....
- 1983 - Cofunda la Orquesta de Cámara Avanti! en Finlandia con Jukka-Pekka Saraste.
- 1985 - Es nombrado director principal de la Orquesta Sinfónica de la Radio Sueca.
- 1992 - Es nombrado director musical de la Orquesta Filarmónica de los Ángeles.
- 1995-6 - Director Artístico del Festival de Helsinki.
- 1997 - Estreno de LA Variations en Los Ángeles.

## Obras clave
- 1982 - Floof, para grupo de cámara.
- 1996 - LA Variations, para orquesta.
- 1999 - Five Images after Sappho, para soprano y grupo de cámara.
- 2000 - Dichotomie, para piano.
- 2000 - Mania, para chelo, orquesta o ensamble.
- 2004 - Wing on Wing, para dos sopranos y orquesta.

## Discografía

### Grabaciones más conocidas
- Esa-Pekka Salonen: Concerto for Alto Saxophone; Floof; Meeting; Nachtleider; Mimo II; Yta I; Yta II; Yta IIb; Yta III – Pekka Savijoki; Anu Komsi; Kari Krikku; Jukka Tiensuu; Jorma Valjakka; Mikael Helasvuo; Tuija Hakkila; Anssi Karttunen; Finnish Radio Symphony Orchestra; Avanti! Chamber Orchestra; Esa-Pekka Salonen – Finlandia 0927 43815 2
- Bartók: Piano Concertos 1, 2, and 3 (Yefim Bronfman, piano) (Grammy Award); Sony Classical SBK89732
- Esa-Pekka Salonen: Five Images After Sappho; Gambit; Giro; LA Variations; Mania – Dawn Upshaw; Anssi Karttunen; Los Angeles Philharmonic Orchestra; London Sinfonietta; Esa-Pekka Salonen – Sony SK89158
- Esa-Pekka Salonen: Foreign Bodies; Insomnia; Wing on Wing – Anu Komsi; Piia Komsi; Finnish Radio Symphony Orchestra; Esa-Pekka Salonen – Deutsche Grammophon 477 5375
- John Corigliano: Red Violin – Joshua Bell, solo violin; Philarmonia Orchestra; Sony Classical SK63010
- Arnold Schoenberg: Violin Concerto in D Minor, Jean Sibelius: Violin Concerto – Hilary Hahn, solo violin; Swedish Radio Symphony Orchestra – Deutsche Grammophon B0011WMWUW – Grammy Award for Best Instrumental Soloist(s) Performance (with orchestra)[59]
- Henri Dutilleux: Correspondances; Tout un monde lointain; The shadows of time – Barbara Hannigan; Anssi Karttunen; Orchestre Philharmonique de Radio France – Deutsche Grammophon 0289 479 1180 7
- Esa-Pekka Salonen: Out of Nowhere; Nyx and Violin Concerto; Leila Josefowicz; Finnish Radio Symphony Orchestra; Esa-Pekka Salonen; Deutsche Grammophon B008W5TDP8

### Los Angeles Philharmonic

#### Deutsche Grammophon
- Bartók: Suite, The Miraculous Mandarin
- Mussorgsky: St. John's Night on the Bare Mountain (original versión)
- Salonen: Helix
- Salonen: Piano Concerto (Yefim Bronfman, piano)
- Shostakovich (orchestration by Gerard McBurney): Prologue to Orango—Ryan McKinny (Veselchak, bass-baritone), Jordan Bisch (Voice from the Crowd/Bass, bass), Michael Fabiano (Zoologist, tenor), Eugene Brancoveanu (Orango, baritone), Yulia Van Doren (Susanna, soprano), Timur Bekbosunov (Paul Mash, tenor), Los Angeles Master Chorale (Grant Gershon, Music Director) (world premiere recording)
- Shostakovich: Sinfonía n.º 4 en do menor, Op. 43
- Stravinsky: The Rite of Spring

#### DG Concerts — recorded live at Walt Disney Concert Hall
- Beethoven: Sinfonía n.º 5
- Beethoven: Sinfonía n.º 7
- Beethoven: Sinfonía n.º 8
- Beethoven: Overture, Leonore n.º 2
- Debussy: La Mer
- Falla: El amor brujo
- Anders Hillborg: Eleven Gates (world premiere recording)
- Hindemith: Symphonic Metamorphoses on Themes of Weber
- Husa: Music for Prague 1968
- Ligeti: Concert românesc
- Lutosławski: Concerto for Orchestra
- Lutosławski: Sinfonía n.º 4
- Mosolov: Iron Foundry
- Pärt: Sinfonía n.º 4, "Los Angeles" (world premiere recording)
- Prokófiev: Suite from Romeo & Juliet
- Ravel: Ma Mère l'Oye
- Ravel: Piano Concerto for the Left Hand in D (Jean-Yves Thibaudet, piano)
- Salonen: Helix
- Sibelius: Sinfonía n.º 2 in D major for orchestra, Op. 43
- Shostakovich: Music from Lady Macbeth of Mtensk District
- Shostakovich: Suite from The Nose
- Stravinsky: The Firebird
- Wagner: Die Meistersinger von Nürnberg, Prelude
- Wagner: Die Meistersinger von Nürnberg, "Was duftet doch der Flieder" (Bryn Terfel, bass-baritone)
- Wagner: Die Walküre, The Ride of the Valkyries
- Wagner: Die Walküre, Wotan's Farewell and Magic Fire Music (Bryn Terfel, bass-baritone)
- Wagner: Lohengrin, Prelude to Act III
- Wagner: Tannhäuser, "O du, mein holder Abendstern" (Bryn Terfel, bass-baritone)

#### ECM
- Pärt: Sinfonía n.º 4, "Los Angeles"

#### Nonesuch
- Adams: Naïve and Sentimental Music

#### Ondine
- Saariaho: Du cristal ...
- Saariaho: ... à la fumée (Petri Alanko, alto flute; Anssi Karttunen, chelo)

#### Philips Classics
- Bartók: Violin Concerto n.º 2 (Viktoria Mullova, violin)
- Stravinsky: Violin Concerto (Viktoria Mullova, violín)

#### Sony Classical
- Bach: Transcriptions (by Elgar, Mahler, Schoenberg, Stokowski, Webern)
- Bartók: Concerto for Orchestra
- Bartók: Music for Strings, Percussion, and Celesta
- Bartók: Concerto for Piano n.º 1, Sz. 83 (Yefim Bronfman, piano)
- Bartók: Concerto for Piano n.º 2, Sz. 95 (Yefim Bronfman, piano)
- Bartók: Concerto for Piano n.º 3, Sz. 119 (Yefim Bronfman, piano)
- Bruckner: Sinfonía n.º 4, "Romantica"
- Debussy: Prélude à l'après-midi d'un faune (Janet Ferguson, flute)
- Debussy: La Mer
- Debussy: Images pour orchestre
- Debussy: Trois nocturnes (Women of the Los Angeles Master Chorale)
- Debussy: Le martyre de St. Sébastien (Fragments symphoniques)
- Debussy: La damoiselle élue (Dawn Upshaw, soprano; Paula Rasmussen, mezzo-soprano; Women of the Los Angeles Master Chorale)
- Goldmark: Concerto for Violin and Orchestra (Joshua Bell, violín)
- Hermann: Excerpts, Torn Curtain
- Hermann: Overture, North by Northwest
- Hermann: Prelude, The Man Who Knew Too Much
- Hermann: Suite, Psycho
- Hermann: Suite, Marnie
- Hermann: Suite, Vertigo
- Hermann: Suite, Fahrenheit 451
- Hermann: Suite, Taxi Driver
- Hindemith: Mathis der Maler (symphony)
- Hindemith: Symphonic Metamorphosis on Themes of Weber
- Hindemith: The Four Temperaments (Emanuel Ax, piano)
- Lutosławski: Sinfonía n.º 1
- Lutosławski: Sinfonía n.º 2
- Lutosławski: Sinfonía n.º 3
- Lutosławski: Sinfonía n.º 4
- Lutosławski: Piano Concerto (Paul Crossley, piano)
- Lutosławski: Chantefleurs et Chantefables (Dawn Upshaw, soprano)
- Lutosławski: Fanfare for Los Angeles Philharmonic
- Lutosławski: Les espaces du sommeil (John Shirley-Quirk, baritone)
- Mahler: Sinfonía n.º 3 (Anna Larsson, contralto; Ralph Sauer, trombone; Donald Green, posthorn; Martin Chalifour, violín; Paulist Boy Choristers of California, Women of the Los Angeles Master Chorale)
- Mahler: Sinfonía n.º 4 (Barbara Hendricks, soprano)
- Mahler: Das Lied von der Erde (Plácido Domingo, tenor; Bo Skovhus, baritone)
- Marsalis: All Rise (Wynton Marsalis, trumpet; Lincoln Center Jazz Orchestra; Paul Smith Singers; Northridge Singers of California State University; Morgan State University Choir)
- Prokófiev: Violin Concertos Nos. 1 and 2 (Cho-Liang Lin, violín)
- Revueltas: Homenaje a Federico García Lorca
- Revueltas: La noche de los mayas
- Revueltas: Ocho por radio
- Revueltas: Sensemayá
- Revueltas: Ventanas for Large Orchestra
- Revueltas: First Little Serious Piece
- Revueltas: Second Little Serious Piece
- Salonen: Gambit
- Salonen: Giro
- Salonen: LA Variations
- Shostakovich: Piano Concerto n.º 1 (Yefim Bronfman, piano; Thomas Stevens, trumpet)
- Shostakovich: Piano Concerto n.º 2 (Yefim Bronfman, piano)
- Shostakovich: Quintet for piano & string Op 57 (Yefim Bronfman, piano, Juilliard String Quartet)
- Sibelius: Finlandia
- Sibelius: The Swan of Tuonela
- Sibelius: Valse Triste
- Sibelius: Concerto for Violin and Orchestra (Cho-Liang Lin, violín)
- Sibelius: Concerto for Violin and Orchestra (Joshua Bell, violín)
- Sibelius: En saga
- Sibelius: Kullervo Symphony, Op. 7 (Marianna Rorholm, mezzo-soprano; Jorma Hynninen, baritone; Helsinki University Men's Chorus)
- Sibelius: Lemminkäinen Legends, Op 22 (Four Legends from the Kalevala)
- Stravinsky: Violin Concerto (Cho-Liang Lin, violín)

### Philharmonia
- Dmitri Shostakovich: Prologue to "Orango" (World Premiere Recording) and Symphony No 4
- Gustav Mahler: Symphony No 9
- Gustav Mahler: Symphony No 6
- Hector Berlioz: Symphonie Fantastique, Ludwig van Beethoven: Leonore Overture
- Arnold Schoenberg: Gurrelieder
- Franz Liszt: Piano Concertos 1 & 2 and Sonata in B minor (Emanuel Ax, piano)
- Serguéi Rajmáninov: Piano Concertos 2 & 3 (Yefim Bronfman, piano)
- Magnus Lindberg: Cantigas, Cello Concerto, Parada, & Fresco (Anssi Karttunen, chelo)
- Igor Stravinsky: The Firebird & The Rite of Spring
- György Ligeti: Le Grand Macabre
- György Ligeti: Vocal Works (The King's Singers)
- Arnold Schoenberg: Piano Concerto Op 42, Franz Liszt: Piano Concertos 1 & 2 (Emanuel Ax, piano)
- Igor Stravinsky: Petrouchka & Orpheus
- Igor Stravinsky: Le sacre du printemps & Symphony in Three Movements
- André Jolivet: Concerto No 2 for trumpet & Concertino for trumpet, string orchestra & piano, Henri Tomasi: Concerto for trumpet & orchestra (Wynton Marsalis, trumpet)
- Olivier Messiaen: Turangalîla-Symphonie, Witold Lutosławski: Symphony No 3 (Los Angeles Philharmonic Orchestra, Paul Crossley, piano, John Shirley-Quirk, baritone)
- Jean Sibelius: Sinfonía n.º 5 Op 82 & La hija de Pohjola Op 49

### Oslo Philharmonic
- Grieg: Peer Gynt, with Barbara Hendricks, Sony Classical Masters, SK 44528, 1993

### Berlin Philharmonic Orchestra
- Serguéi Prokófiev: Romeo & Juliet

### Finnish Radio Symphony Orchestra
- Kaija Saariaho: La Passion de Simone (Dawn Upshaw, soprano, Tapiola Chamber Choir)
- Magnus Lindberg: Piano Concerto & Kraft (Toimii Ensemble)
- Kaija Saariaho: Château de l'âme, Graal Théâtre & Amers (BBC Symphony Orchestra, Avanti! Chamber Orchestra, Finnish Radio Chamber Choir, Dawn Upshaw, soprano, Gidon Kremer, violín, Anssi Karttunen, chelo)
- Magnus Lindberg: Kinetics (Pekka Savijoko, alto saxophone)
- Magnus Lindberg: Metalwork, Ablauf, Twine, Kinetics, & Jeax d‘Anches
- Magnus Lindberg: Kinetics, Esa-Pekka Salonen: Concerto for Alto Saxophone & Orchestra, Jouni Kaipainen: Sinfonía (BBC Symphony Orchestra, Pekka Savijoki, alto saxophone)

### Swedish Radio Symphony Orchestra
- Igor Stravinsky: The Rake's Progress (Barbara Hendricks, soprano, Håkan Hagegård, actor, Greg Fedderly, tenor)
- Carl Nielsen: Violin Concerto, Jean Sibelius: Violin Concerto (Philharmonia Orchestra, Cho-Liang Lin, violín)
- Carl Nielsen: Sinfonía n.º 1 and Little Suite (Stockholm Chamber Orchestra)
- Arvo Pärt: Credo (Hélène Grimaud, piano)
- Anders Hillborg: Clarinet Concerto, Liquid Marble, & Violin Concerto (Martin Fröst, clarinet, Anna Lindal, violín)
- Luigi Dallapiccola: Il Prigioniero & Canti di Prigiona
- Magnus Lindberg: Action, Situation, Signification, & Kraft (Toimii Ensemble)
- Clang & Fury Anders Hillborg: Muoocaaeyiywcoum, Lamento, Celestial Mechanics, & Haut-Posaune (Stockholm Chamber Orchestra, Eric Ericson Chamber Choir, Kari Kriikku, clarinet, Christian Lindberg, trombone, Anna Lindal, violín, Martin Fröst, clarinet)
- Igor Stravinsky: Oedipus Rex (Eric Ericson Chamber Choir)
- Lars-Erik Larsson: God in Disguise, Pastoral Suite, & Violin Concerto (Arve Tellefsen, violín, Hillevi Martinpelto, soprano, Håkan Hagegård, baritone)
- Carl Nielsen: Flute Concerto, Clarinet Concerto, Rhapsody Overture, Saul & David, & Springtime in Funen (Håkan Rosengren, clarinet, Per Flemström, flute)
- Franz Berwald: Symphonies 3 & 4 (Los Angeles Philharmonic Orchestra)
- Wilhelm Stenhammar: Serenade Op 31, Midwinter Op 24, & Chitra Op 43
- Esa-Pekka Salonen: Mimo II (Bengt Rosengren, oboe)
- Carl Nielsen: Symphonies 3 & 6 (Pia-Marie Nilsson, soprano, Olle Persson, baritone)
- A Nordic Festival: Hugo Alfvén: Swedish Rhapsody No 1 Midsommarvaka & Bergakungen, Jean Sibelius: Valse Triste & Finlandia, Edvard Grieg: Sigurd Jorsalfar, Jón Leifs: Geysir, Carl Nielsen: Maskarade, Armas Järnefelt: Berceuse
- Carl Nielsen: Sinfonía n.º 4 and Helios Overture
- Carl Nielsen: Sinfonía n.º 5 and Masquerade Overture

### Avanti! Chamber Orchestra
- The Virtuoso Clarinet (Kari Kriikku, clarinet)
- Magnus Lindberg: De Tartuffe, Je crois, Linea d’ombra, Zona, & Ritratto
- Aarre Merikanto: 10 Pieces for Orchestra, Paavo Heininen: Musique d’été Op 11, Magnus Lindberg: Rittrato (other conductors: Jukka-Pekka Saraste and Ari Angervo)

### London Sinfonietta
- Magnus Lindberg: Away, Amanhacendo Liberdade, Circle Wind, Deusa, Sky Dance, Asa Delta, Rapaziada, Nightflower, Save the Earth (Endymion (ensemble))
- Paul Hindemith: Kammermusik No 3 Op 36 No 2, Aarre Merikanto: Konzertstück, Magnus Lindberg: Zona, Bernd Alois Zimmermann: Canto di Speranza (Anssi Karttunen, chelo)
- Toru Takemitsu: To the Edge of Dream, Toward the Sea, Vers, L’Arc-en-Ciel, Palma, & Folios for Guitar
- Igor Stravinsky: Pulcinella, Octet, Renard, & Ragtime
- Olivier Messiaen: Des canyons aux étoiles, Couleurs de la cité céleste, & Oiseaux exotiques (Paul Crossley, piano)
- Igor Stravinsky: Concerto for piano & wind instruments, Capriccio for piano & orchestra, Movements for piano & orchestra, & Symphonies of wind instruments (Paul Crossley, piano)

### Stockholm Chamber Orchestra
- Arnold Schoenberg: Transfigured Night Op 4 & String Quartet No 2 (Faye Robinson, soprano)
- Pär Lindgren: Fragments of a Circle, Bowijaw, Shadows that in the Darkness Dwell, & Guggi-guggi for trombone & tape
- Igor Stravinsky: Apollon Musagète, Concerto in D, & Cantata (London Sinfonietta, (orchestra & chorus), Ulf Forsberg, violín, Yvonne Kenny, soprano, John Aler, tenor)
- Franz Joseph Haydn: Symphonies 22, 78 & 82
- Richard Strauss: Prelude to Capriccio Op 85, Concertino for clarinet, bassoon & string orchestra, & Metamorphosen (Paul Meyer (clarinetist), Knut Sonstevold, bassoon)

### Stockholm Sinfonietta
- A Swedish Serenade: Dag Wirén: Serenade for Strings Op 11, Lars-Erik Larsson: Little Serenade for Strings Op 12, Lille Bror Söderlundh: Concertino for oboe & strings, Ingvar Lidholm: Music for Strings

### Staatskapelle Dresden
- Robert Schumann: Piano Concerto in A minor Op 54, Clara Schumann: 3 Lieder Op 12 & Am Strande, Johannes Brahms: Sonata for chelo & piano No 1 Op 38 & 2 Rhapsodies Op 79 (Hélène Grimaud, piano)

### Finnish National Opera
- Kaija Saariaho: L'Amour d'loin (Peter Sellers, director, Dawn Upshaw, soprano, Monica Groop, mezzo-soprano, Gerald Finley, baritone)

### Otras grabaciones de obras de Salonen
- Leila Josefowicz, violín, plays Salonen: Lachen verlernt
- Gloria Cheng, piano, plays Salonen: Yta II, Three Preludes, & Dichotomie
- Lin Jiang, horn and Benjamin Martin, piano, play Salonen: Hornmusic 1